# Скиннер, Беррес Фредерик
Бе́ррес Фре́дерик Ски́ннер (англ. Burrhus Frederic Skinner; 20 марта 1904 — 18 августа 1990) — американский психолог, изобретатель и писатель. Один из самых влиятельных психологов середины XX века.
Внёс значительный вклад в развитие и популяризацию бихевиоризма — школы психологии, рассматривающей поведение человека и животных как результат предшествующих воздействий окружающей среды. Скиннер наиболее известен своей теорией оперантного обусловливания, в меньшей степени — благодаря художественным и публицистическим произведениям, в которых он знакомил читателя с возможностью широкого применения развиваемых в бихевиоризме техник модификации поведения (например, программированного обучения) для улучшения жизни общества — как форму социальной инженерии. Его именем назван ящик Скиннера (Skinner box) — ящик, предназначенный для того, чтобы изучать принципы оперантного научения.
Его работы из разряда теорий переходят в разряд эмпирически подтвержденных (научно-обоснованных в результате экспериментов). Он предложил в качестве метода исследования поведения — функциональный анализ. Поведение можно изучить, предсказать (спрогнозировать) и контролировать посредством управления средой, в которую вовлечен организм. При этом нет необходимости рассматривать механизмы, действующие внутри самого организма (интрапсихические механизмы, которые невозможно выявить в результате объективного эксперимента). Он подчеркивал, что «возражение против внутренних состояний заключается не в том, что они не существуют, а в том, что они не имеют значения для функционального анализа». В этом анализе вероятность реакции выступает как функция внешних воздействий — как прошлых, так и настоящих.

## Биография
Фредерик Скиннер родился в Саскуэханне, штат Пенсильвания, от Грейс и Уильяма Скиннера. Его отец был юристом. В детстве Скиннер был верующим. Когда Фредерику было пять лет, бабушка внушила мальчику ужас перед адом, показав огонь и угли в печи. Однако его любимая учительница Мэри Грейвс (Mary Graves), преподававшая как основы христианства, так и литературу, объяснила, что к страшным сюжетам из библии надо относиться как к аллегориям. Достигнув подросткового возраста Скиннер стал атеистом, о чем сказал учительнице.Его брат Эдвард Джеймс (Эбби), на два с половиной года моложе Фредерика, умер в шестнадцать лет. При вскрытии был поставлен диагноз острое несварение желудка, однако много лет спустя знакомый медик сказал Скиннеру, что по описанию симптомов брат, вероятно, скончался от внутримозгового кровоизлияния..
Самым близким другом Скиннера в детстве был Рафаэль Миллер, которого он называл «Доком», потому что его отец был врачом. Док и Скиннер подружились из-за религиозности своих родителей, а также оба были заинтересованы в хитростях и гаджетах. Они установили телеграфную линию между своими домами, чтобы посылать сообщения друг другу, хотя им приходилось звонить друг другу по телефону из-за запутанности сообщений, посылаемых туда и обратно. Одним летом Док и Скиннер начали бизнес по выращиванию ягод бузины и продавали, отправляя от своего склада до склада получателя, предоставив при этом все необходимые услуги (англ. «door to door»). Они обнаружили, что, когда они собирали спелые ягоды, незрелые тоже сходили с веток, поэтому они создали устройство, способное их отделить. Устройство представляло собой изогнутый кусок металла для формирования желоба.
Он учился в Гамильтонском колледже в Нью-Йорке с намерением стать писателем. Но он оказался в неблагоприятном социальном положении в Гамильтонском колледже из-за своих интеллектуальных особенностей.Гамильтонский колледж был известен как сильный колледж братства. Скиннер думал, что его братья по братству относятся с уважением, не смущают и неплохо обращаются с новичками, но вместо этого они помогают мальчикам с других курсов или других занятий. Первокурсников называли «слизнями», которые должны были носить маленькие зеленые вязаные шапки и приветствовать всех, кого они сдали за наказание. За год до того, как Скиннер вошел в Гамильтон, произошел несчастный случай, повлекший смерть студента. Первокурсник спал в своей постели, когда его толкнули на пол, где он разбил голову, что привело к его смерти. У Скиннера был похожий случай, когда двое первокурсников схватили его и привязали к столбу, где он должен был остаться на всю ночь, но у него было острое лезвие в его ботинке на случай чрезвычайной ситуации, поэтому ему удалось освободиться. Он писал для школьной газеты, но, будучи атеистом, критиковал традиционные нравы своего колледжа. Получив степень бакалавра гуманитарных наук по английской литературе в 1926 году, он поступил в Гарвардский университет, где впоследствии будет заниматься исследованиями, преподаванием и, в конечном итоге, станет престижным членом совета директоров. В то время как он был в Гарварде, его сокурсник Фред Келлер убедил Скиннера в том, что он может сделать экспериментальную науку из изучения поведения людей. Это заставило Скиннера изобрести свой прототип для «коробки Скиннера» и присоединиться к Келлеру в создании других инструментов для небольших экспериментов. После окончания университета он безуспешно пытался написать отличный роман, когда жил со своими родителями — это был период, который он позже назвал «темными годами».
Получил степень магистра в Гарвардском университете в 1930 году.В следующем году там же получил степень Ph.D.
В 1936 году женился на Ивонне (Еве) Блю. В браке родилось две дочери — Джулия Варгас и Дебора Бузан. Зятем Скиннера является Барри Бузан.
Умер Скиннер от лейкемии 18 августа 1990 в Кембридже, штат Массачусетс. В 1990 году за несколько недель до смерти он дал интервью радио CBS. Когда репортёр спросил Скиннера, боится ли он смерти, Скиннер ответил: «I don’t believe in God, so I’m not afraid of dying» (Я не верю в Бога, поэтому я не боюсь смерти).
Согласно обзорам, проведённым психологами, Скиннер был одним из наиболее влиятельных психологов XX века. Он получил много профессиональных наград, а перед самой смертью удостоился беспрецедентной чести: прижизненного занесения в почётный список отличившихся за выдающийся вклад в психологию Американской ассоциации психологов (American Psychological Association, 1990).

## Критика
Американский психолог Стивен Пинкер отмечает, что в книге Скиннера «Поведение организмов» единственными организмами были крысы и голуби, а единственным поведением — нажатие рычагов и клевание клавиш. В статье «Ненормальное поведение организмов» ученики Скиннера Келлер и Мариан Бреланд сообщали о своих попытках использовать его приемы, чтобы научить животных засовывать покерные фишки в торговые автоматы. Однако куры клевали фишки, еноты мыли их, а свиньи пытались закопать. Как отмечает Пинкер, бихевиористы не придавали должного значения изучению работы мозга и генетике. Так, в 1974 году Скиннер писал, что изучение мозга — это еще один ошибочный путь в поисках причин поведения внутри организма, а не во внешнем мире. Такую позицию С. Пинкер считает ошибочной.

## Награды и признание
В 1958 году Американская психологическая ассоциация вручила ему премию «За выдающийся вклад в развитие науки», отмечая, что «мало кто из американских психологов оказал такое глубокое влияние на развитие психологии». В 1968 году он же получил национальную медаль, что является высшей наградой, которой правительство США удостаивает за вклад в науку. В 1971 году Американский психологический фонд представил Б. Ф. Скиннера к награждению золотой медалью; его фотография появилась на обложке журнала «Тайм». Он написал сотни статей и десятки книг, многие из которых стали бестселлерами. В 1972 был назван Гуманистом года Американской Гуманистической организацией. В 2002 году Американская психологическая ассоциация назвала самых выдающихся психологов XX столетия, этот почётный список возглавил Беррес Скиннер, опередивший Жана Пиаже и Зигмунда Фрейда.
- 1942 — Стипендия Гуггенхайма[15]
- 1942 — Медаль Говарда Кросби Уоррена от Общества экспериментальных психологов[англ.]
- 1958 — Награда АПА за значительный научный вклад в психологию[англ.]
- 1966 — Премия Торндайка[англ.]
- 1968 — Национальная научная медаль США в номинации «Биологические науки», «For basic and imaginative contributions to the study of behavior which have had profound influence upon all of psychology and many related areas»[16][17]
- 1971 — Золотая медаль Американского психологического фонда
- 1972 — Назван Американской гуманистической ассоциацией «Гуманистом года»
- 1972 — Награда Массачусетской психологической ассоциации за карьерный вклад
- 1989 — Стипендия Уильяма Джемса[англ.]
- 1990 — Премия АПА за пожизненный вклад в психологию[англ.]